# Edt (Gemeinde Pollham)
Edt ist ein Ort im Hausruckviertler Hügelland in Oberösterreich und eine Ortschaft der Gemeinde Pollham im Bezirk Grieskirchen.

## Geographie
Der Ort liegt etwa 3½ Kilometer nordöstlich von Grieskirchen auf dem zwischen Polsenz und Trattnach nördlich Bad Schallerbach ostwärts streifenden Riedl. 
Die Ortschaft umfasst 7 Gebäude mit etwa 30 Einwohnern. Fünf der Höfe befinden sich auf einem mittelhohen Hügel, von dem man bei geeignetem Wetter eine ausgezeichnete Aussicht auf die sehr weit entfernten Berge des Salzkammerguts genießen kann.
Landschaftlich gehört die Gegend zur Raumeinheit Inn- und Hausruckviertler Hügelland.
Nachbarortschaften
| Pollham                        | Kolbing                                     | Wimm        |
|                                | Kompassrose, die auf Nachbargemeinden zeigt | Wackersbuch |
| Kickendorf (Gem. Grieskirchen) | Tegernbach (Gem. Schlüßlberg)               |             |

## Geschichte
Der Ort findet sich auf älteren Karten und in historischer Literatur auch als Oed oder Ed, um 1820 gehörte zum Pfarrdistrikt Polham  im Distriktskommissariat Parz.

## Persönlichkeiten
- Heinrich Übleis (1933–2013), Verwaltungsjurist, Manager und Politiker (SPÖ)

## Nachweise
- 40821 – Pollham. Gemeindedaten der Statistik Austria

1. ↑  Franziszäischer Kataster um 1820 (Layer online bei DOGIS)
2. 1 2  Benedikt Pillwein (Hrsg.): Geschichte, Geographie und Statistik des Erzherzogthums Oesterreich ob der Enns und des Herzogthums Salzburg. Mit einem Register, welches zugleich das topographische und genealogische Lexikon ist und der Kreiskarte versehen. Geographisch-historisch-statistisches Detail nach Distrikts-Kommissariaten. 1. Auflage. Dritter Theil: Der Hausruckkreis. Joh. Christ. Quandt, Linz 1830, Distrikts-Kommissariat Parz: Pfarre Polham, S. 327  (Google eBook). 2. Auflage 1843 (Google Book)